# Ла-Альмольда
Ла-Альмольда (ісп. La Almolda) — муніципалітет в Іспанії, у складі автономної спільноти Арагон, у провінції Сарагоса. Населення — 619 осіб (2010).
Муніципалітет розташований на відстані близько 320 км на північний схід від Мадрида, 55 км на схід від Сарагоси.

## Демографія
Динаміка населення (INE ):